# Cantó de Dieppe-Oest
El cantó de Dieppe-Oest és un cantó francès del departament del Sena Marítim, situat al districte de Dieppe. Compta amb part del municipi de Dieppe.

## Municipis
- Dieppe (part)

## Història
| Data d'elecció                           | Identitat       | Partit | Qualitat |
| ---------------------------------------- | --------------- | ------ | -------- |
| 1982-1989                                | Irénée Bourgois | PCF    |          |
| 1989-2002                                | Édouard Leveau  | RPR    |          |
| 2002-                                    | Sébastien Jumel | PCF    |          |
| les dades anteriors no són pas conegudes |                 |        |          |
|                                          |                 |        |          |